# 亚布库
亚布库（英語：Yambuku）是刚果民主共和国北部蒙加拉省的小村庄，因1976年的埃博拉疫情而闻名，位于首都金沙萨北部1098公里处。

## 1976年埃博拉出血熱爆發
1976年8月下旬，伊波拉出血熱在亚布库爆發，共造成318人感染，其中280人死亡，致死率达88%，與數週前爆發於蘇丹南部（今屬南蘇丹）的疫情同為史上首次紀錄的伊波拉出血熱疫情。伊波拉病毒即得名自爆發疫情地區附近的伊波拉河。